# Casa Mercè Torras
La Casa Mercè Torras és un edifici del municipi de Vilafranca del Penedès (Alt Penedès) que forma part de l'Inventari del Patrimoni Arquitectònic de Catalunya. És un edifici entre mitgeres i de tres crugies. Consta de soterrani, planta baixa i un pis, amb terrat. Són interessants els finestrals de la planta baixa, així com el treball de forja dels balcons. La composició de l'edifici permet incloure'l dins de l'estètica modernista.
La Casa Mercè i Torras data de l'any 1908 i va ser realitzada per l'arquitecte Eugeni Campllonch i Parés per encàrrec de la senyora Mercè Torras. El projecte, conservat a l'arxiu de l'Ajuntament de Vilafranca, va ser presentat el 12 de maig i aprovat el 20 de maig de 1908.